# Chandavar, Honavar
Chandavar là một làng thuộc tehsil Honavar, huyện Uttara Kannada, bang Karnataka, Ấn Độ.